# Orden (utmärkelse)
För andra betydelser, se Orden.

Kungliga Serafimerorden instiftades 1748 av Sveriges konung Fredrik I och är Sveriges högsta förtjänstorden. På fotografiet hela kedjan med korset.

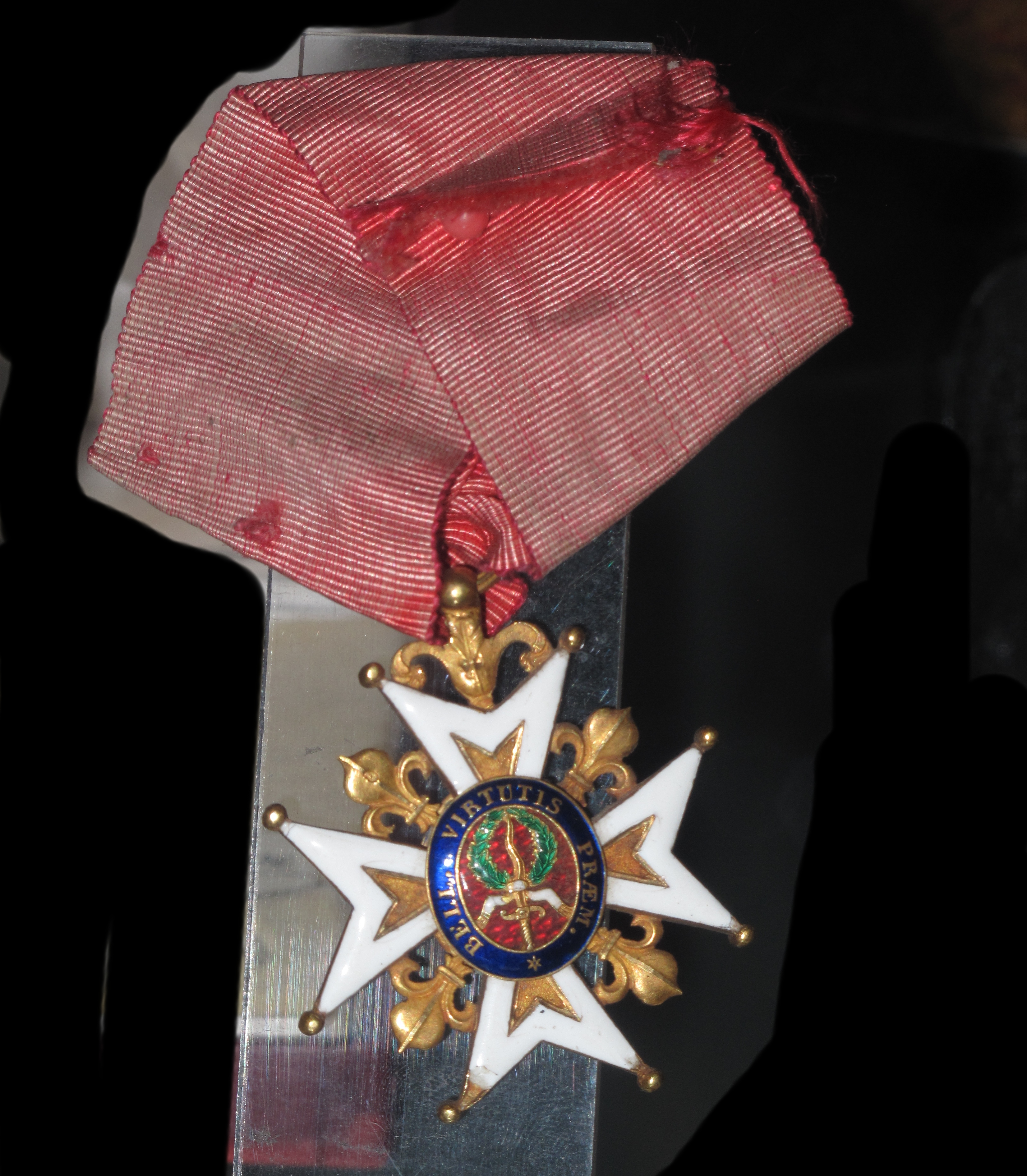
Franska Sankt Ludvigsorden instiftades 1693 av konung Ludvig XIV och var den första flergradiga förtjänstorden. På fotografiet syns ordens riddartecken.

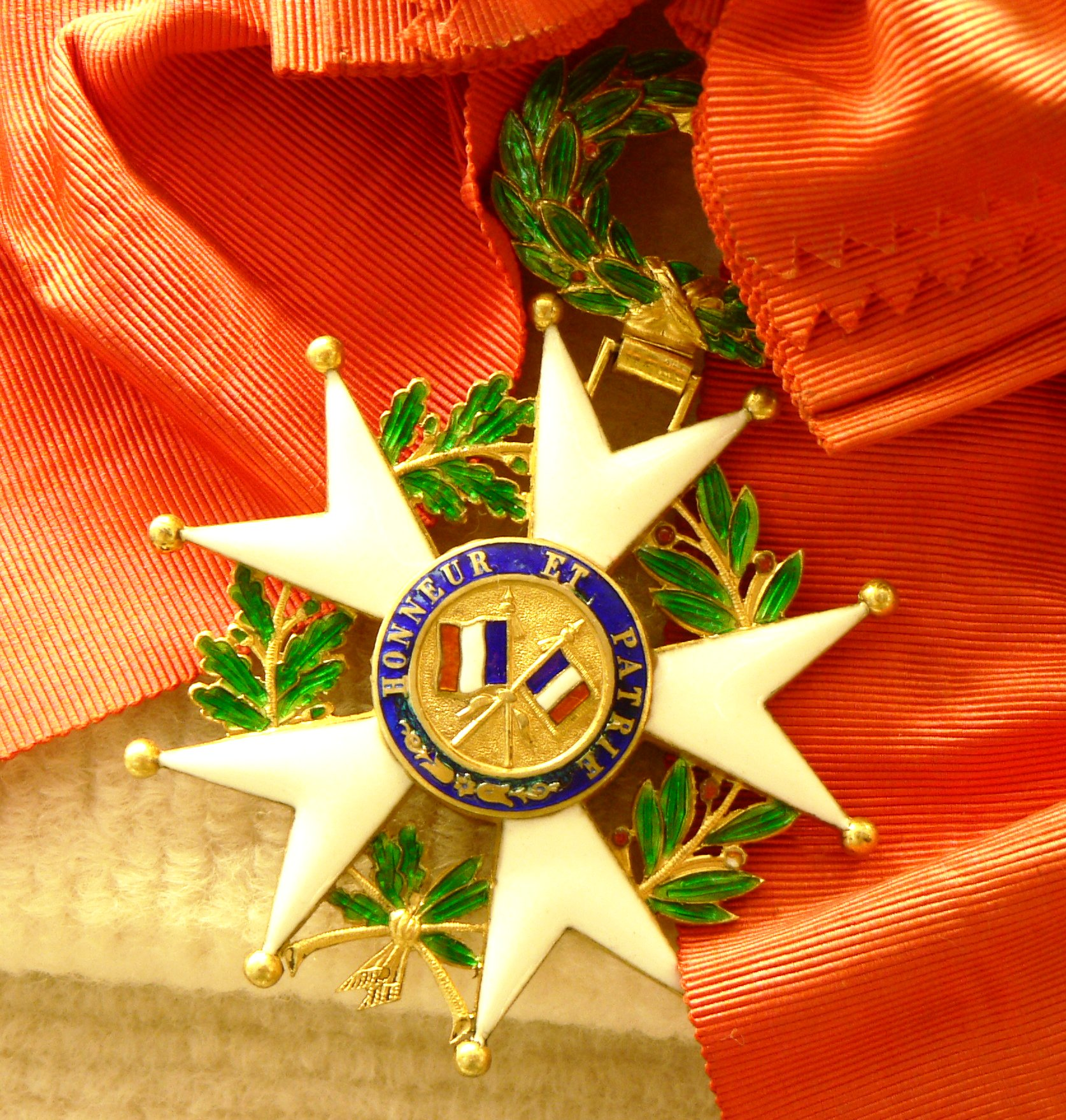
Franska Hederslegionen instiftades 1802 av dåvarande förste konsulen Napoleon Bonaparte. På fotografiet syns ordens storkorstecken.

En orden är en civil eller militär utmärkelse som bärs offentligt och har stadgar och en "organisation med [mästare] och kapitel". Dessa ordnar, ofta benämnda förtjänstordnar (stundom riddarordnar), har sitt ursprung i världsliga riddarordnar, så kallade sodalicier som instiftades under senmedeltiden. Sodalicier var till hoven knutna gilleliknande organisationer under ledning av en monark och hade i vissa fall en rådgivande funktion, exempel på sådana var Strumpebandsorden och Gyllene skinnets orden. Sodaliciernas syfte var att till monarken knyta inländska adelsmän och utländska furstar och medlemmarna bar ett ordenstecken i kedja.
I samband med statsförvaltningens tillväxt under 1600-talet tillkom ordnar som enbart var avsedda som utmärkelsetecken. 1802 instiftades Franska Hederslegionen vars femgradiga indelning inspirerade till många andra förtjänstordnar.
Ordenstecknet som en ordensmedlem bär kan till sitt syfte  liknas vid en medalj men till skillnad från en medalj innebär tilldelandet av en orden också att mottagaren blir medlem i ett sällskap.
Kommendör är en vanlig grad inom ordensväsendet. Exempelvis utgörs de tre högsta klasserna av Vasaorden av kommendör med stora korset, kommendör av första klassen respektive kommendör av andra klassen. Även utländska ordnar använder kommendör som gradbeteckning, exempelvis kan man utses till Commandeur de la Légion d'Honneur.

## Lista över ordnar (i urval)
Se även lista över förtjänstordnar, och för förkortningar som används i  publikationer som till exempel i Sveriges statskalender, Vem är det och Svenskt biografiskt lexikon, finns lista över svenska medalj- och ordensförkortningar.

### Belgien
- Leopoldsorden
- Kronorden
- Leopold II:s orden

### Danmark
- Elefantorden
- Dannebrogorden

### Finland
- Frihetskorsets orden
- Finlands Vita Ros orden
- Finlands Lejons orden

### Frankrike
- Hederslegionen
- Nationalförtjänstorden
- Konst- och litteraturorden
- Akademiska palmen

### Island
- Falkorden

### Italien
- Italienska republikens förtjänstorden

### Nederländerna
- Nederländska Lejonorden
- Oranien-Nassauorden
- Oranienhusorden

### Norge
- Sankt Olavsorden
- Norska förtjänstorden

### Polen
- Vita örnens orden

### Rumänien
- Kronorden
- Orden på Stjärnan av Rumänien

### Ryssland
- Sankt Andreas orden
- Sankt Georgsorden
- Alexander Nevskijorden

### Spanien
- Gyllene skinnets orden
- Karl III:s orden
- Isabella den katolskas orden

### Storbritannien
- Strumpebandsorden
- Tistelorden
- Patriksorden
- Bathorden
- Förtjänstorden
- Sankt Mikaels- och Georgsorden
- Victoriaorden
- Empireorden
- Order of the Companions of Honour

### Sverige
- Serafimerorden
- Nordstjärneorden
- Svärdsorden
- Vasaorden
- Carl XIII:s orden

### Tjeckien
- Vita lejonets orden

### Tyskland
- Förbundsrepubliken Tysklands förtjänstorden